# Heinrich VI. (Görz)

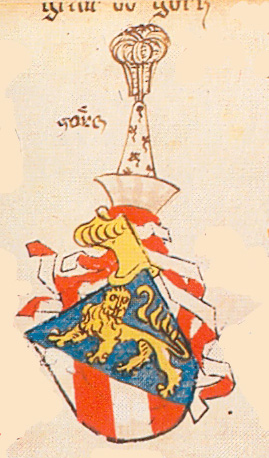
Wappen der Albertiner Linie, Grafen von Görz, im Ingeram-Codex, 1459

Heinrich VI. von Görz (* 1376; † 1454) war Görzer Graf und Reichsfürst aus dem Geschlecht der Meinhardiner. Weiters führte er die Titel und Ämter eines Grafen von Kirchberg, eines Pfalzgrafen von Kärnten, Statthalters von Belluno und Feltre sowie eines Landeshauptmannes von Krain.

## Biografisches
Heinrichs Eltern waren Graf Meinhard VI. und Utehild von Mätsch. Im Jahre 1385 trat Heinrich die Nachfolge seines Vaters als Graf von Görz an, stand aber unter dem Vormund des Bischofs von Gurk, Johann IV. von Mayrhofen. Als Herzog Albrecht von Österreich 1387 nach Kärnten kam, schloss er mit dem Gurker Bischof als Vormund der Görzer ein Bündnis. Mit der Volljährigkeit Graf Heinrichs im Jahr 1393 ging die Vormundschaft zu Ende.
Da Heinrich ein „unverbesserlicher Trinker und Spieler“ war, erfuhr die Grafschaft einen raschen Niedergang. Der Herrscher schloss mit dem Hause Habsburg einen Erbvertrag über die Görzer Lande. Dies vergrößerte die Missstimmung beim Herzogtum Bayern und in der Republik Venedig. Heinrich von Görz war mit Elisabeth, der Tochter von Herzog Leopold von Österreich, verlobt, aber verheiratet war er zuerst mit Elisabeth († 1426), einer Tochter von Graf Hermann II. von Cilli, und darauf nachfolgend mit Catharina von Gara, einer Tochter des ungarischen Palatins Nikolaus von Gara. Nach dem Tod seines Bruders Johann Meinhard VII. von Görz und Kirchberg erbte er im Jahre 1430 die Grafschaft Kirchberg.
Heinrich von Görz galt als ein „ungehobelter Rohling und Trinker“, der ein „schroffer Gegner“ seiner zweiten Ehefrau Catharina war, da diese politisch zu den Habsburgern neigte, während er selbst Anhänger der Grafen von Cilli war.

## Nachkommen
Heinrich hatte folgende Nachkommen:
- Anna, verheiratet mit Brunoro della Scala (–1434)
- Margaretha (–1450) ⚭ Graf Johann von Öttingen-Wallerstein (–1449)
- Johann II. (1433–1462)
- Leonhard (1444–1500)
- Ludwig (–1457)